# Congalach Cnogba
Congalach Cnogba, död 956, var en irländsk monark. 
Han var Irlands högkung mellan 943 och 954. 
Han avled i strid mot vikingarna i kungariket Dublin.